# ハイメ・ロソン
ハイメ・ロソン・ガルシア（Jaime Roson、1993年1月10日 - ）は、スペイン・マドリード出身の自転車競技（ロードレース）選手。

## 経歴
2015年6月、スペインU23王者に輝き、同年8月にはカハ・ルラル＝セグロスRGAにおいてプロキャリアスタート。
2016年のツアー・オブ・ターキーでは区間優勝。ブエルタ・ア・エスパーニャでは激坂マス・デラ・コスタを登る第17ステージで敢闘賞を獲得した。
2018年、モビスター・チームに移籍。

## 主な戦歴

### 2015年
- スペイン選手権U23 優勝（ロード）

### 2016年
- ツアー・オブ・ターキー 区間優勝（第6ステージ）
- ブエルタ・ア・エスパーニャ　敢闘賞（第17ステージ）

### 2017年
- ツアー・オブ・クロアチア 区間優勝（第5ステージ）